# بليحة
بُلَيْحَة (الاسم العلمي:  Onchidium)، جنس حيوانات مائية من الرخويات، معديات الأرجل، رتوية، من فصيلة البليحيات، لا يوجد حاليًا سوى ثلاث أنواع معترف بها ضمن هذا الجنس.